# آندریاس کوپفر
آندریاس کوپفر (به آلمانی: Andreas Kupfer) بازیکن فوتبال و هافبک اهل آلمان است که از سال ۱۹۳۷ میلادی عضو تیم ملی فوتبال آلمان بوده‌است. وی در ۴۴ بازی ملی حضور داشته است و آخرین بازی ملی خود را در سال ۱۹۵۰ میلادی انجام داد. آندریاس کوپفر در بازی‌های ملی‌اش ۱ گل به ثمر رساند.